# Catunda
Catunda är en kommun i Brasilien.   Den ligger i delstaten Ceará, i den östra delen av landet, 1 500 km nordost om huvudstaden Brasília. Antalet invånare är 9 951.
Omgivningarna runt Catunda är huvudsakligen savann. Runt Catunda är det glesbefolkat, med 15 invånare per kvadratkilometer.